# 島岡安芸和
島岡 安芸和（しまおか あきと、1957年7月17日 - ）は、日本の声優、俳優。大阪府出身。ヘリンボーン所属。以前は大沢事務所に所属。

## 来歴
駒澤大学卒業。舞台芸術学院ミュージカル科、劇団青年座研究所実習科を経て、夢の遊眠社へ入団。退団後、荒家まゆみに師事。同カンパニータップダンスインストラクターとなる。ロサンゼルスJOE TREMAINEダンスセンターにて、タップダンスの指導を受ける。森本レオとの出会いを契機にナレーションを始める。
かっぱハウスプロデュース主宰し、主にリーディングミュージカルの企画制作を行う。テレビ、ラジオのナレーションや、2002年から定期的に朗読ライブを行う。
- 特技はタップダンス、ジャズダンス[6]。かに座。

## 出演

### テレビドラマ
- はぐれ刑事純情派
- 映画みたいな恋したい
- キューティーハニー THE LIVE（2007年、テレビ東京）
- 江〜姫たちの戦国〜
- 世にも奇妙な物語'13 春の特別編「AIRドクター」（2013年5月11日、フジテレビ） - 編集者 役

### ナレーション
- イオン
- ハウス
- ヤナセ

### 映画
- ダウンタウン・ヒーローズ
- Romin坂本竜馬
- PAIN（2001）
- 部長の愛人 ピンクのストッキング（1986年）

### 舞台
- ACB恋の片道切符
- 桜の園
- ゼンダ城の虜